# Secret Garden (группа)
Secret Garden (с англ. — «Тайный сад») — ирландско-норвежский дуэт, исполняющий кельтскую и неоклассическую музыку. Дуэт состоит из ирландской скрипачки Фионнуалы Шерри (Fionnuala Sherry) и норвежского композитора и пианиста Рольфа Лёвланда (Rolf Løvland).

## История
Secret Garden победили на конкурсе Евровидение, выступая за Норвегию в 1995 году с композицией «Nocturne». На конкурсе песню пела норвежская певица Гуннхильд Твиннерейм, но в состав группы она не входит. Кроме того, Рольф участвовал в написании песни «La det swinge» (Let it swing), которая обеспечила победу норвежскому дуэту Bobbysocks на данном конкурсе в 1985 году.
Победа на Евровидении обеспечила успех их первого альбома «Songs from a Secret Garden». Было продано около миллиона копий по всему миру. В Норвегии и Корее альбом стал платиновым, в Ирландии, Гонконге и Новой Зеландии — золотым, и два года (1996—1997) продержался в чартах жанра нью-эйдж журнала Billboard. Барбра Стрейзанд адаптировала песню «Heartstrings» из данного альбома и включила под названием «I’ve Dreamed Of You» в свой альбом «A Love Like Ours». Она также использовала «Heartstrings» на своей свадьбе с Джеймсом Бролином.
В 1997 году вышел альбом «White Stones», который также попал в первую десятку нью-эйдж Биллборда. Альбомы «Dawn of a New Century» в 1999 году, «Dreamcatcher» в 2001-м и «Once In a Red Moon» также имели успех по всему миру и достигали верхних строчек чартов Биллборда.
Песня дуэта «You Raise Me Up», исполненная Брайаном Кеннеди, была записана более сотни раз другими исполнителями, включая таких звезд, как Джош Гробан, Рассел Уотсон, Westlife, Сиссель Хюрхьебё, Бекки Тейлор и Il Divo.
Secret Garden выпустили альбом «Dreamcatcher: Best Of» для своего тура по Австралии и Новой Зеландии в 2004 году. Он достиг вершины чартов в Австралии и вошёл в число 50 лучших альбомов чарта ARIA. Всего же было продано более 3 миллионов копий различных альбомов группы.
Музыка Secret Garden использовалась в ряде фильмов, например, в саундтреке фильма Вонга Карвая «2046».

## Дискография
- Songs from a Secret Garden (1996)
- White Stones (1997)
- Fairytales: Highlights From Secret Garden (1998)
- Dawn of a New Century (1999)
- Dreamcatcher (2001)
- Once in a Red Moon (2002)
- Dreamcatcher: Best of (2004, Австралия)
- Earthsongs (2005)
- Inside I`m singing (2007)
- Winter Poem (2011)
- Just The Two of Us (2014)
- Storyteller (2019)
- Sacred Night (совместно с Кэтрин Иверсен, 2020)
- Songs In The Circle Of Time (2024)